# Megadelphax haglundi
Megadelphax haglundi är en insektsart som först beskrevs av Sahlberg 1871.  Megadelphax haglundi ingår i släktet Megadelphax och familjen sporrstritar. Enligt den svenska rödlistan är arten sårbar i Sverige. Arten förekommer i Götaland och Svealand. Artens livsmiljö är jordbrukslandskap. Inga underarter finns listade i Catalogue of Life.